# Period (album)
Period (reso graficamente con il segno di punteggiatura .) è il sesto album in studio della cantante statunitense Kesha, pubblicato il 4 luglio 2025.
Si tratta del primo progetto della cantante dopo aver rescisso il contratto con le etichette RCA e Kemosabe Records nel dicembre 2023.

## Antefatti
Dal 2014 al 2023 Kesha è stata coinvolta in una battaglia legale con il suo ex produttore, Dr. Luke. Inizialmente la cantante lo aveva denunciato per violenza sessuale e percosse, in seguito lui aveva presentato una contro-denuncia per diffamazione. La causa ha bloccato la carriera della cantante per alcuni anni fino al 2016, anno in cui la cantante ha presentato un'ingiunzione preliminare per essere liberata dal contratto con la RCA Records e la Kemosabe Records che aveva firmato quando aveva 18 anni. L'ingiunzione le è stata negata e da allora ha pubblicato altri tre album con la stessa etichetta. Il suo quinto e ultimo album con l'etichetta, Gag Order, è uscito nel maggio 2023. La causa sarebbe dovuta andare al processo nel luglio 2023, ma un mese prima della data del processo è stato raggiunto un accordo, ponendo così fine alla causa durata quasi un decennio.
A dicembre 2023 è stata resa nota la rescissione del contratto discografico di Kesha con RCA, Kemosabe e il suo team dirigenziale precedente. L'interprete ha firmato con un nuovo team di gestione, Crush Music, alla fine di febbraio 2024 e in un'intervista con V Magazine nel 2024 ha rivelato le prime indiscrezioni circa la pubblicazione imminente di nuova musica. Nel settembre 2024 l'etichetta discografica indipendente recentemente fondata dalla cantante, la Kesha Records, ha stipulato un accordo di distribuzione con l'Alternative Distribution Alliance, di proprietà di Warner Music Group.

## Promozione
Il 29 giugno 2024, Kesha ha annunciato il singolo apri-pista, Joyride, pubblicato il 4 luglio 2024. Si è trattata della sua prima pubblicazione come artista indipendente. Joyride è diventata la sua prima canzone ad entrare nella classifica dei singoli del Regno Unito dal 2017 e ha accumulato oltre 100 milioni di stream su Spotify. Il 29 novembre 2024 Kesha pubblica il secondo singolo Delusional.
Il 19 marzo 2025, tutte le copertine degli album di Kesha sono state modificate con un grande cerchio rosa che le copriva sulle piattaforme di streaming. Il titolo dell'album, stilizzato con il segno di punteggiatura "." e la copertina sono stati svelati il 27 marzo 2025, lo stesso giorno in cui è stato reso disponibile il terzo singolo Yippee-Ki-Yay. Yippee-Ki-Yay una traccia country pop, è stata pubblicata sia in versione solista che in collaborazione con il rapper statunitense T-Pain.
Il punto rosa è diventato il logo ufficiale dell'album, che è stato messo in commercio il 4 luglio 2025, esattamente un anno dopo l'uscita del suo primo singolo.

## Tracce
1. Freedom – 6:24 (Kesha Sebert, Jonathan Wilson, Drew Erickson)
2. Joyride – 2:30 (Kesha Sebert, Madison Love, Kevin Hickey)
3. Yippee-Ki-Yay – 2:37 (Kesha Sebert, Brittany Coney, Denisia Andrews, Faheem Najm, Kyle Buckley)
4. Delusional – 3:34 (Kesha Sebert, Madison Love, Kevin Hickey)
5. Red Flag – 3:34 (Kesha Sebert)
6. Love Forever – 3:44 (Kesha Sebert)
7. The One – 3:24 (Kesha Sebert, Kevin Hickey)
8. Boy Crazy – 2:28 (Kesha Sebert, Madison Love, Kevin Hickey)
9. Glow – 3:31 (Kesha Sebert, Hudson Mohawke)
10. Too Hard – 2:41 (Kesha Sebert)
11. Cathedral – 3:55 (Kesha Sebert, Skyler Stonestreet, Alexander Theo Linnet, Morten Ristor)

Tracce esclusive della versione deluxe . (...)
1. Trashman – 2:38
2. Boy Crazy (feat. Jade) – 2:49
3. Attention! (feat. Slayyyter e Rose Gray) – 3:28
4. Yippee-ki-yay (feat. T-Pain) – 3:32
5. Delusional (Edit) – 3:15
6. Yippee-ki-yay (feat. T-Pain e A. G. Cook) – 3:51
7. Yippee-ki-yay (The Hosed Down Remix) – 1:59
8. Joyride (Revved Up Remix) – 2:05
9. Boy Crazy (feat. Only Fire) (Only Fire Smash Remix) – 3:02

Durata totale: 26:39

## Date di pubblicazione
| Paese | Data          | Formato                              | Edizione | Etichetta     | Note          |
| ----- | ------------- | ------------------------------------ | -------- | ------------- | ------------- |
| Mondo | 4 luglio 2025 | CD, download digitale, streaming, LP | Standard | Kesha Records | [ 13 ] [ 14 ] |
| Mondo | 8 luglio 2025 | download digitale, streaming         | Deluxe   | Kesha Records | [ 15 ]        |